# Трипалладийиттрий
Трипалладийиттрий — бинарное неорганическое соединение
палладия и иттрия
с формулой YPd3,
кристаллы.

## Получение
- Сплавление стехиометрических количеств чистых веществ:

{\displaystyle {\mathsf {3Pd+Y\ {\xrightarrow {1700^{o}C}}\ YPd_{3}}}}

## Физические свойства
Трипалладийиттрий образует кристаллы
кубической сингонии,
пространственная группа P m3m,
параметры ячейки a = 0,40702 нм, Z = 1,
структура типа тримедьзолота AuCu3
.
Соединение конгруэнтно плавится при температуре ≈1700°C
и имеет область гомогенности 75÷79,5 ат.% палладия.

## Химические свойства
Реагирует с водородом с образованием гидридов YPd3H и YPd3H4 .